# 盧卡·蘇利克
盧卡·蘇利克（英語：Luka Sulic，1987年8月25日—）是克羅埃西亞-斯洛維尼亞大提琴家。 他與斯蒂潘·豪瑟組成組成“提琴雙傑”（2Cellos）。創作了《Life》專輯

## 早年生活
蘇利克出生於斯洛維尼亞的馬里博爾。 蘇利克的父親博佐（蘇利克除斯洛維尼亞外還擁有克羅埃西亞公民身份）來自克羅埃西亞的杜布羅夫尼克，他的母親奧佳來自斯洛文尼亞的伊佐拉。他的父親也是一名大提琴家，他的許多家庭成員都與音樂有關。
蘇利克五歲時開始在馬里博爾接受音樂教育。 當他十五歲時，他成為了有史以來進入薩格勒布音樂學院瓦爾特．迪什帕利教授門下最年輕的學生之一，他畢業時年僅18歲。他繼續在維也納接受萊因哈德·拉茲科教授的教育。蘇利克於2011年在倫敦皇家音樂學院跟隨麥茲·里茲特拉姆完成碩士學位。

## 職業生涯
盧卡·蘇利克和他的搭檔在世界各地表演獨奏古典音樂。他在著名的國際音樂比賽中獲得了一系列頂級獎項 ，包括2009年在華沙舉辦的第十二屆魯托斯拉夫斯基國際大提琴比賽得到一等獎和特別獎 ，2006年在歐洲廣播聯盟“新銳”競賽中獲得一等獎  ，並於2011年在威格摩爾音樂廳獲得皇家音樂學院贊助人獎一等獎。
他曾在歐洲，南美和日本等主要場所舉辦過多場獨唱和室內樂，如威格莫爾音樂廳，阿姆斯特丹音樂廳，維也納音樂廳和柏林音樂廳等等。 作為獨奏家，他與德意志電台愛樂樂團，澳大利亞室內樂團，華沙愛樂樂團，俄羅斯交響樂團等樂團合作演出。
他的主要成功始於他和前大提琴競爭對手斯蒂潘·豪瑟聯手。 2011年1月，他們將麥可·傑克森“Smooth Criminal”的大提琴版上傳到YouTube。 在短短幾週內，他們的視頻變成網路爆紅影片，獲得了700多萬次觀看。 這導致他與Sony MASTERWORKS簽下了唱片合約，並獲邀加入艾爾頓·強的全球巡演。
這對二人組出現在全國電視節目中，如傑·雷諾的今夜秀場，每六個月兩次的艾倫·狄珍妮秀和史蒂芬・拉博在德國的電視總合等節目。
2012年1月，他們在福斯熱播的電視劇“歡樂合唱團”中擔任特別音樂嘉賓，他們在向麥可·傑克森致敬的表演中用大提琴演奏了“Smooth Criminal”。 這是第一次樂器二人組在秀場現場客座演出。 提琴雙傑2Cellos安排知名藝人葛蘭·高斯汀和娜婭·里維拉一起合作表演這首曲子，在《公告牌》熱門百大數位音樂榜單上擠進排名第10名，並將2Cellos的專輯推上了排行榜前100名。

## 外部連結
- 盧卡·蘇利克 - 官網 （页面存档备份，存于）